# Nanoelettronica
Con il termine nanoelettronica ci si riferisce all'utilizzo della nanotecnologia nei componenti elettronici, in particolare ai transistor. Sebbene il termine nanotecnologia sia generalmente definito come la tecnologia che opera su dimensioni dell'ordine dei 100 nm, la nanoelettronica spesso fa riferimento ai dispositivi a transistor così piccoli come le interazioni inter-atomiche e alle proprietà meccaniche quantistiche che necessitano di essere studiate estesamente. Il risultato è che i transistor attuali non rientrano in questa categoria, anche se questi dispositivi sono fabbricati al di sotto dei 45 nm e 32 nm.
La nanoelettronica viene talvolta considerata come tecnologia distruttiva perché gli attuali candidati sono significativamente diversi dai transistor tradizionali. Alcuni di questi sono: elettronica ibrida del semiconduttore/molecolare, nanotubi/nanofilo unidimensionali o elettronica molecolare avanzata.
Anche se tutte queste promesse valgono per il futuro, sono ancora in fase di sviluppo e molto probabilmente non utilizzabili per la produzione in tempi brevi.

## Concetti fondamentali
Il volume di un oggetto decresce in rapporto alla terza potenza delle sue dimensioni lineari, ma l'area di superficie diminuisce solo in base alla sua seconda potenza.  Questo sottile e inevitabile principio ha enormi conseguenze.  Per esempio la potenza di un trapano (o qualsiasi altra macchina) è proporzionale al suo volume, mentre l'attrito dei cuscinetti del trapano e degli ingranaggi è proporzionale alla loro area di superficie.  Per un trapano di normali dimensioni, la potenza del dispositivo è sufficiente per superare facilmente ogni attrito. Tuttavia, ridimensionando la sua grandezza di un fattore 1000 la sua potenza decresce di 10003 (un fattore di un miliardo) mentre l'attrito si riduce di solo 10002 (un fattore di un milione). In proporzione è 1000 volte meno potente del trapano originale. Se l'originale rapporto attrito/potenza era, diciamo, l'1%, ciò implica che i trapani più piccoli avranno 10 volte tanto più attrito. Il trapano è inutile.
Per questo motivo, mentre i circuiti integrati in miniatura della super-elettronica sono pienamente funzionali, la stessa tecnologia non fa funzionare i dispositivi meccanici al di là delle scale dove le forze di attrito iniziano a superare la potenza disponibile. Quindi, anche se è possibile visualizzare microfotografie di ingranaggi di silicio delicatamente incisi, tali dispositivi sono attualmente poco più che curiosità con limitate applicazioni reali: muovere specchi e persiane. La tensione superficiale aumenta più o meno allo stesso modo, aumentando così la tendenza degli oggetti molto piccoli a stare incollati insieme. Ciò rende qualsiasi tipo di "micro-fabbrica" impraticabile: anche se bracci e mani robotiche potessero essere ridimensionati, tutto quel che raccoglierebbero tenderebbe ad essere impossibile da scaricare. Quanto sopra premesso, l'evoluzione molecolare è  venuta a realizzarsi nel lavoro delle ciglia, nei flagelli, nelle fibre muscolari e nei motori rotativi in ambienti acquosi, il tutto su scala nanometrica. Queste macchine sfruttano le forze di maggiore attrito operanti su scala micrometrica o nanometrica. A differenza di una pagaia o di un'elica (propeller), dipendenti da normali forze di attrito (le forze di attrito perpendicolari alla superficie) per arrivare alla propulsione, le ciglia sviluppano il movimento dall'eccessiva resistenza (drag) o forze laminari (forze di attrito parallele alla superficie), presenti nella micro e nano dimensione. Per costruire "macchine" significative su nanoscala, si devono prendere in considerazione le forze implicate. Ci troviamo di fronte allo sviluppo e alla progettazione di macchine intrinsecamente pertinenti piuttosto che di semplici riproduzioni di quelle macroscopiche.
Pertanto, i problemi relativi alla scala vanno valutati approfonditamente quando si ha a che fare con la nanotecnologia nell'ambito di applicazioni pratiche.

## Approcci alla nanoelettronica

### Nanofabbricazione
Per esempio, i transistor a singolo elettrone, che coinvolge l'operazione basata su un singolo elettrone. Anche i sistemi nanoelettromeccanici rientrano sotto questa categoria.
La nanofabbricazione può essere usata per costruire apparati iperdensi paralleli di nanofili, in alternativa alla sintesi dei singoli nanofili.

### Elettronica dei nanomateriali
Inoltre essendo piccoli e permettendo di mettere insieme più transistor dentro un singolo chip, la struttura uniforme e simmetrica dei nanotubi consente una più alta mobilità dell'elettrone (movimento più veloce dell'elettrone nel materiale), una più alta costante dielettrica (frequenza più veloce) e un caratteristico elettrone/buco d'elettrone simmetrico.
Inoltre, le nanoparticelle possono essere utilizzate come punti quantici.

### Elettronica molecolare
I singoli dispositivi molecolari sono un'altra possibilità.  Questi schemi farebbero ampio uso di auto-assemblaggio molecolare, progettando i componenti del dispositivo in modo da costruire una struttura più grande o anche un sistema completo per conto proprio. Questo può essere molto utile per il computer riconfigurabile (reconfigurable computing) e potrebbe anche completamente sostituire l'attuale tecnologia FPGA.
L'elettronica molecolare è una nuova tecnologia che è ancora nella sua infanzia, ma dà anche certamente speranza in futuro per i sistemi elettronici su scala atomica. Una delle applicazioni più promettenti dell'elettronica molecolare venne proposta dal ricercatore della IBM Ari Aviram e dal chimico teorico Mark Ratner nei loro studi del 1974 e del 1988, Molecules for Memory, Logic and Amplification, (vedi raddrizzatore unimolecolare).
Questo è uno dei molti modi possibili in cui un diodo/ transistor a livello molecolare potrebbe essere sintetizzato dalla chimica organica.
Un sistema modello è stato proposto con una struttura di carbonio "spiro" che fornisce un diodo molecolare di circa un nanometro e mezzo attraverso il quale potrebbe essere collegato da fili molecolari di politiofene. I calcoli teorici hanno dimostrato la solidità del progetto in linea di principio e non vi è ancora speranza che un tale sistema possa essere fatto funzionare.

### Altri approcci
La nanoionica studia il trasporto di ioni invece che di elettroni in sistemi su scala nanometrica.
La nanofotonica studia il comportamento della luce nel campo della nanoscala, con l'obiettivo di sviluppare dispositivi che traggano vantaggio da questo comportamento.

## Dispositivi nanoelettronici

### Radio
Le nanoradio sono state sviluppate e strutturate intorno ai nanotubi di carbonio.

### Computer

Risultato della simulazione della formazione del canale di inversione (densità elettronica) e il raggiungimento della tensione di soglia (IV) in un nanofilo MOSFET. Si noti che la tensione di soglia per questo dispositivo si trova intorno ai 0,45V.

La nanoelettronica mantiene la promessa di fare processori per computer molto più potenti di quelli possibili con le convenzionali tecniche di fabbricazione dei semiconduttori. Un certo numero di approcci sono attualmente oggetto di ricerca, comprese le nuove forme di nanolitografia, come pure l'uso di nanomateriali quali nanofili o piccole molecole in luogo dei componenti tradizionali CMOS. I transistor ad effetto di campo sono stati fatti usando sia nanotubi di carbonio semiconduttori sia nanofili semiconduttori eterostrutturati.
L'alternativa ai transistor a funzionamento classico sono i transistor a singolo elettrone (SET) che sono capaci di controllare il passaggio di un singolo elettrone dal source al drain. Il dispositivo si basa sull'effetto di bloccaggio coulombiano.

### Produzione d'energia
Sono in corso ricerche per usare nanofili e altri materiali nanostrutturati con la speranza di creare celle solari più economiche ed efficienti delle convenzionali celle solari planari al silicio. Si ritiene che l'invenzione della più efficiente energia solare apotrebbe soddisfare le esigenze energetiche globali.
Vi è anche la ricerca nella produzione di energia per i dispositivi che funzionerebbero in vivo, chiamati bio-nano generatori.
Un bio-nano generatore è un dispositivo elettrochimico in nanoscala, simile a una cella a combustibile o a una cella galvanica, ma che attinge potenza dal glucosio disciolto nel sangue di un corpo vivente, molto simile a come il corpo genera energia dal cibo. Per ottenere l'effetto, si usa un enzima capace di asportare dal glucosio i suoi elettroni, liberandoli per usarli nei dispositivi elettrici. Il corpo di una persona media potrebbe teoricamente generare 100 watt di elettricità (circa 2000 calorie di cibo al giorno) usando un bio-nano generatore. Tuttavia, questa stima è vera solo se tutto il cibo viene convertito in elettricità; il corpo umano ha bisogno di costante energia, così la potenza generabile è molto più bassa. L'elettricità generata da un tale dispositivo potrebbe fornire energia ai dispositivi immessi nel corpo umano (come ad esempio pacemaker), o ai nanorobot nutriti di zucchero. Gran parte della ricerca fatta sui bio-nano generatori è ancora sperimentale, con il "Panasonic Nanotechnology Research Laboratory" in prima linea.

### Diagnostica in medicina
Vi è grande interesse nella costruzione di dispositivi nanoelettronici in grado di rilevare le concentrazioni di biomolecole in tempo reale per l'utilizzo nella diagnosi medica, quindi rientrano nella categoria della nanomedicina. Una linea parallela di ricerca mira a creare dispositivi nanoelettronici che potrebbero interagire con le singole cellule, utilizzabili così nella ricerca biologica di base. Questi dispositivi sono chiamati nanosensori. Tale miniaturizzazione nel campo della nanoelettronica verso rilevamento della proteomica in vivo permetterebbe nuovi approcci per il monitoraggio sanitario, la sorveglianza e la tecnologia per la difesa.
In campo clinico e farmacologico le nanotecnologie si occupano delle applicazioni che sfruttano sistemi con dimensioni dell’ordine di grandezza dei nanometri per scopi terapeutici o diagnostici. La ricerca nel settore della nanomedicina offre numerose eclatanti prospettive, fino ad ipotizzare la futura creazione nano-macchine utilizzabili per riparare le cellule. In attesa di queste rivoluzionarie scoperte, discutiamo assieme delle tecnologie più promettenti attualmente in fase di sperimentazione: i nano-vettori per la distribuzione mirata dei farmaci (drug delivery), i lab-on-a-chip e altri tipi di MEMS, Micro Electro Mechanical Systems, utilizzabili a scopo diagnostico